# Short track na Zimowej Uniwersjadzie 2013
Short track na Zimowej Uniwersjadzie 2013 odbył się w dniach 18 – 20 grudnia 2013. Zawodnicy rywalizowali w ośmiu konkurencjach - czterech męskich i czterech żeńskich.

## Zestawienie medalistów

### Kobiety
| Data            | Godzina     | Konkurencja                 | Złoto            | Srebro           | Brąz            |
| --------------- | ----------- | --------------------------- | ---------------- | ---------------- | --------------- |
| 19 grudnia 2013 | 14:00 UTC+1 | 500 m (szczegóły)           | Wang Xue         | Caroline Truchon | Agnė Sereikaitė |
| 20 grudnia 2013 | 14:00 UTC+1 | 1000 m (szczegóły)          | Guo Yihan        | Lee Eun-byul     | Tao Jiaying     |
| 18 grudnia 2013 | 14:00 UTC+1 | 1500 m (szczegóły)          | Tao Jiaying      | Bernadett Heidum | Hwang Hyun-sun  |
| 20 grudnia 2013 | 18:30 UTC+1 | Sztafeta 3000 m (szczegóły) | Korea Południowa | Rosja            | Węgry           |

### Mężczyźni
| Data            | Godzina     | Konkurencja                 | Złoto        | Srebro                     | Brąz               |
| --------------- | ----------- | --------------------------- | ------------ | -------------------------- | ------------------ |
| 19 grudnia 2013 | 14:00 UTC+1 | 500 m (szczegóły)           | Lee Hyo-been | Patrick Robert Pippy Duffy | Shi Jingnan        |
| 20 grudnia 2013 | 14:00 UTC+1 | 1000 m (szczegóły)          | Noh Jin-kyu  | Um Cheon-ho                | Guillaume Bastille |
| 18 grudnia 2013 | 14:00 UTC+1 | 1500 m (szczegóły)          | Noh Jin-kyu  | Um Cheon-ho                | Yoan Gauthier      |
| 20 grudnia 2013 | 18:30 UTC+1 | Sztafeta 3000 m (szczegóły) | Węgry        | Kanada                     | Rosja              |

## Klasyfikacja medalowa
| Miejsce | Państwo          | złoto | srebro | brąz | Razem |
| ------- | ---------------- | ----- | ------ | ---- | ----- |
| 1.      | Korea Południowa | 4     | 3      | 1    | 8     |
| 2.      | Chiny            | 3     | 0      | 2    | 5     |
| 3.      | Węgry            | 1     | 1      | 1    | 3     |
| 4.      | Kanada           | 0     | 3      | 2    | 5     |
| 5.      | Rosja            | 0     | 1      | 1    | 2     |
| 6.      | Litwa            | 0     | 0      | 1    | 1     |

## Wyniki

### Kobiety

#### 500 m
| Miejsce | Zawodniczka      | Reprezentacja    | Czas   | Strata |
| ------- | ---------------- | ---------------- | ------ | ------ |
| złoto   | Wang Xue         | Chiny            | 44,713 | –      |
| srebro  | Caroline Truchon | Kanada           | 44,834 | +0,121 |
| brąz    | Agnė Sereikaitė  | Litwa            | 45,044 | +0,331 |
| 4.      | Song Jae-won     | Korea Południowa | 45,157 | +0,444 |
| 5.      | Emina Malagicz   | Rosja            | PEN    | –      |

#### 1000 m
| Miejsce | Zawodniczka   | Reprezentacja    | Czas     | Strata |
| ------- | ------------- | ---------------- | -------- | ------ |
| złoto   | Guo Yihan     | Chiny            | 1:35,691 | –      |
| srebro  | Lee Eun-byul  | Korea Południowa | 1:36,161 | +0,470 |
| brąz    | Tao Jiaying   | Chiny            | 1:36,271 | +0,580 |
| 4.      | Li Hongshuang | Chiny            | 1:36,301 | +0,610 |

#### 1500 m
| Miejsce | Zawodniczka      | Reprezentacja    | Czas     | Strata  |
| ------- | ---------------- | ---------------- | -------- | ------- |
| złoto   | Tao Jiaying      | Chiny            | 2:30,296 | –       |
| srebro  | Bernadett Heidum | Węgry            | 2:30,545 | +0,249  |
| brąz    | Hyunsun Hwang    | Korea Południowa | 2:30,606 | +0,310  |
| 4.      | Lee Eun-byul     | Korea Południowa | 2:30,708 | +0,412  |
| 5.      | Guo Yihan        | Chiny            | 3:13,192 | +42,896 |
| 6.      | Song Jae-won     | Korea Południowa | –        | –       |

#### Sztafeta 3000 m
| Miejsce | Reprezentacja    | Czas     | Strata |
| ------- | ---------------- | -------- | ------ |
| złoto   | Korea Południowa | 4:15,946 | –      |
| srebro  | Rosja            | 4:17,107 | +1,161 |
| brąz    | Węgry            | 4:17,549 | +1,603 |
| 4.      | Chiny            | 4:25,353 | +9,407 |

### Mężczyźni

#### 500 m
| Miejsce | Zawodnik                   | Reprezentacja    | Czas   | Strata |
| ------- | -------------------------- | ---------------- | ------ | ------ |
| złoto   | Lee Hyo-been               | Korea Południowa | 41,642 | –      |
| srebro  | Patrick Robert Pippy Duffy | Kanada           | 41,917 | +0,275 |
| brąz    | Shi Jingnan                | Chiny            | 42,025 | +0,383 |
| 4.      | Hiroki Yokoyama            | Japonia          | 42,141 | +0,499 |

#### 1000 m
| Miejsce | Zawodnik           | Reprezentacja    | Czas     | Strata |
| ------- | ------------------ | ---------------- | -------- | ------ |
| złoto   | Noh Jin-kyu        | Korea Południowa | 1:25,506 | –      |
| srebro  | Um Cheon-ho        | Korea Południowa | 1:25,642 | +0,136 |
| brąz    | Guillaume Bastille | Kanada           | 1:25,777 | +0,271 |
| 4.      | Fu Xu              | Chiny            | 1:26,602 | +1,096 |

#### 1500 m
| Miejsce | Zawodnik             | Reprezentacja    | Czas     | Strata  |
| ------- | -------------------- | ---------------- | -------- | ------- |
| złoto   | Noh Jin-kyu          | Korea Południowa | 2:16,810 | –       |
| srebro  | Um Cheon-ho          | Korea Południowa | 2:16,852 | +0,042  |
| brąz    | Yoan Gauthier        | Kanada           | 2:17,742 | +0,932  |
| 4.      | Hiroki Yokoyama      | Japonia          | 2:18,429 | +1,719  |
| 5.      | Vincent Alain Jeanne | Francja          | 2:20,248 | +3,538  |
| 6.      | Yu Saito             | Japonia          | 2:25,358 | +8,648  |
| 7.      | Kim Yun-jae          | Korea Południowa | 2:46,159 | +29,449 |

#### Sztafeta 5000 m
| Miejsce | Reprezentacja | Czas     | Strata  |
| ------- | ------------- | -------- | ------- |
| złoto   | Węgry         | 6:46,953 | –       |
| srebro  | Kanada        | 6:46,960 | +0,07   |
| brąz    | Rosja         | 6:55,547 | +8,594  |
| 4.      | Francja       | 7:12,250 | +25,297 |